# Castletown (île de Man)
Pour les articles homonymes, voir Castletown.
Castletown (Balley Chashtal en mannois) est une ville située dans le sud de l'île de Man, dans l'ancienne paroisse de Malew. Selon le recensement de 2006, la population de Castletown est de 3 109 habitants. Elle a été pendant des siècles la capitale de l'île de Man, avant que celle-ci soit transférée à Douglas. Elle est constituée de ruelles étroites et de cabanes de pêche typiques de l'île. Le monument le plus impressionnant de la ville est Château-Rushen qui se dresse à l'embouchure de la Silverburn.
Ses origines remontent au moins à l'an 1090, période à laquelle on trouve des documents y faisant référence. Dans les années 1970, une importante crise de la pêche a grandement diminué l'influence de ce port, mais il reste l'un des principaux ports de pêche de l'île.

## Géographie

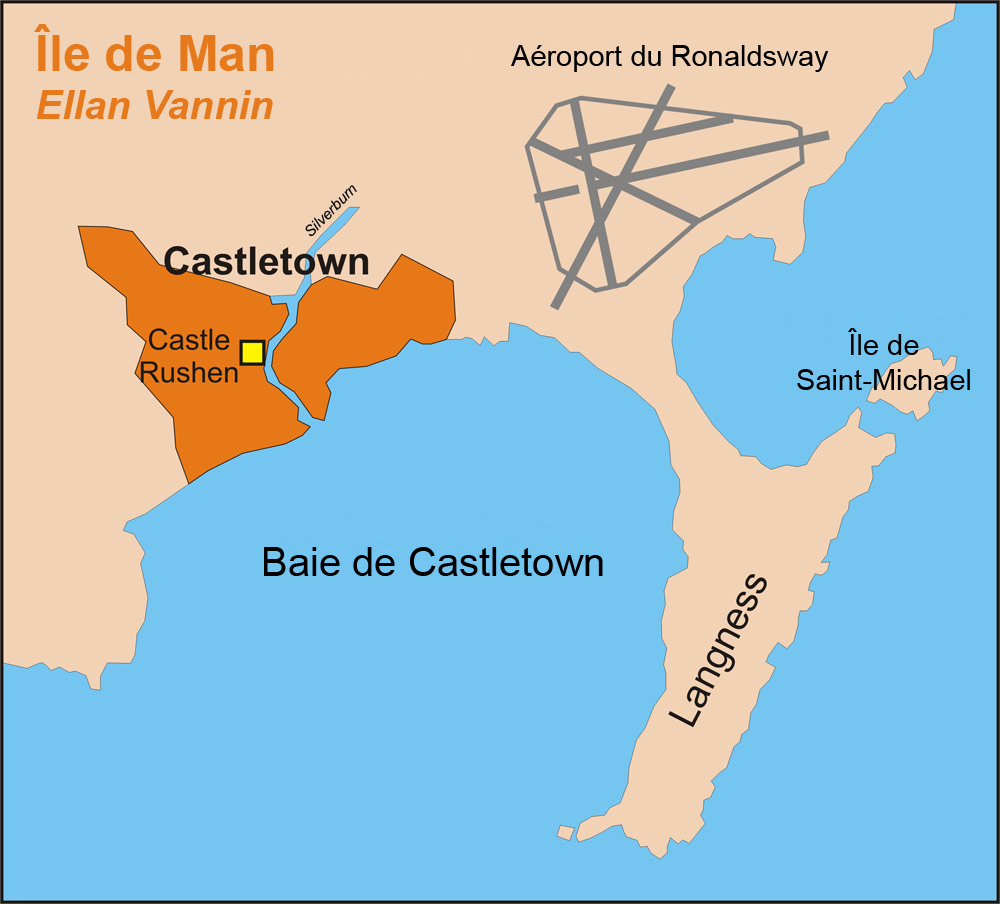
Carte de la région de Castletown.

Castletown se situe dans le sud de l'île de Man, sur le site d'un ancien volcan, et est traversée par la Silverburn qui s'y jette dans la mer d'Irlande.
Bien qu'englobée géographiquement dans l'ancienne paroisse de Malew, la ville constitue une "ville" administrative à elle seule.
Son port se trouve enserré dans une baie, celle de Castletown. À l'extrémité nord de la plage se situe le début de la péninsule de Langness.
Au nord-est de la ville s'étend le seul aéroport de l'île de Man, l'aéroport du Ronaldsway. 

## Histoire
Cette ville, ancienne capitale de l’île, a vu le jour vers 1090 et est de ce fait une des plus anciennes villes des îles Britanniques. Elle se situe sur l'emplacement d'un ancien volcan. Elle possède un remarquable château, Château-Rushen (auquel la ville doit son nom), qui a abrité durant des siècles la famille des seigneurs (notamment la famille des Derby) et, avant eux, des rois vikings de l'île. 

## Culture et patrimoine

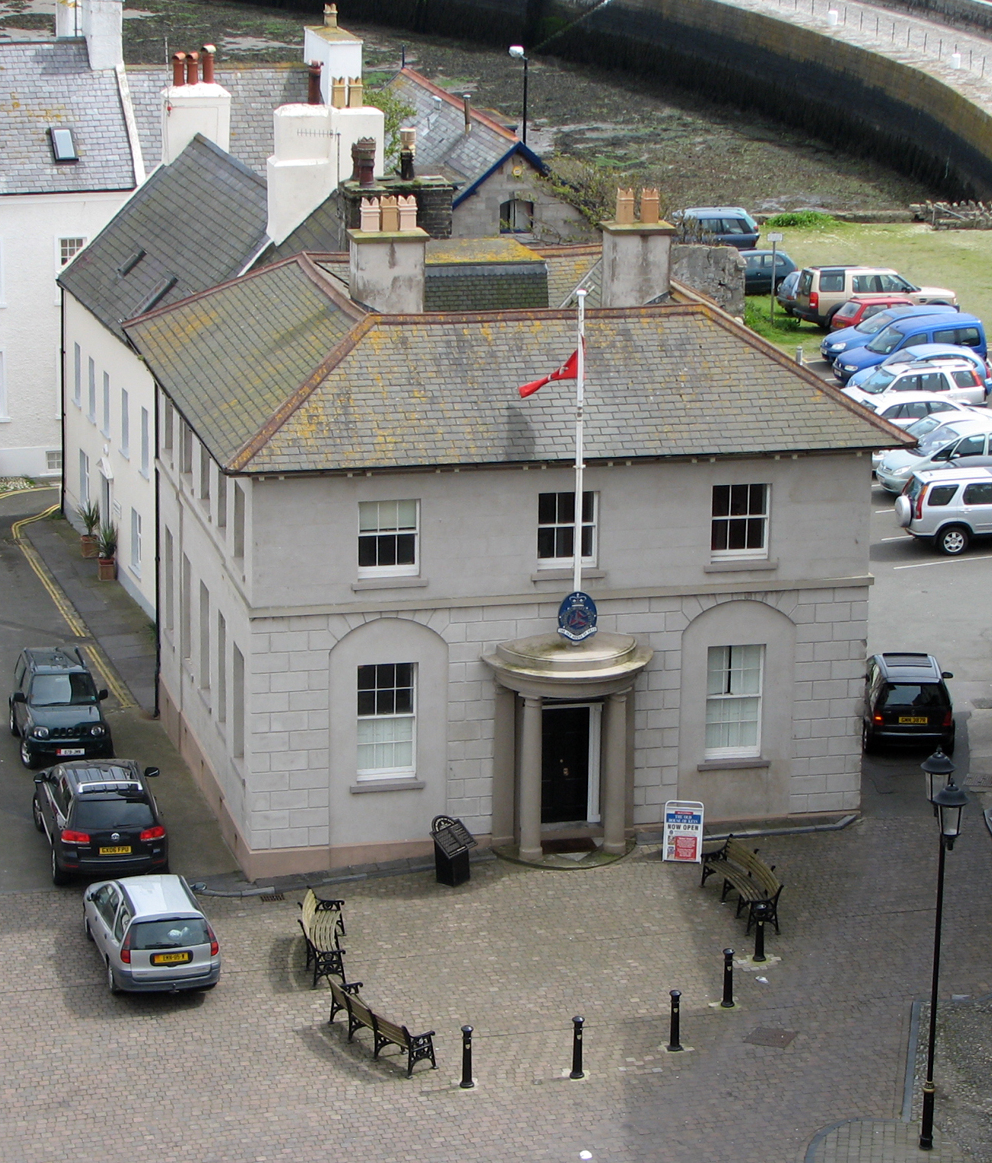
La House of Keys de Castletown.

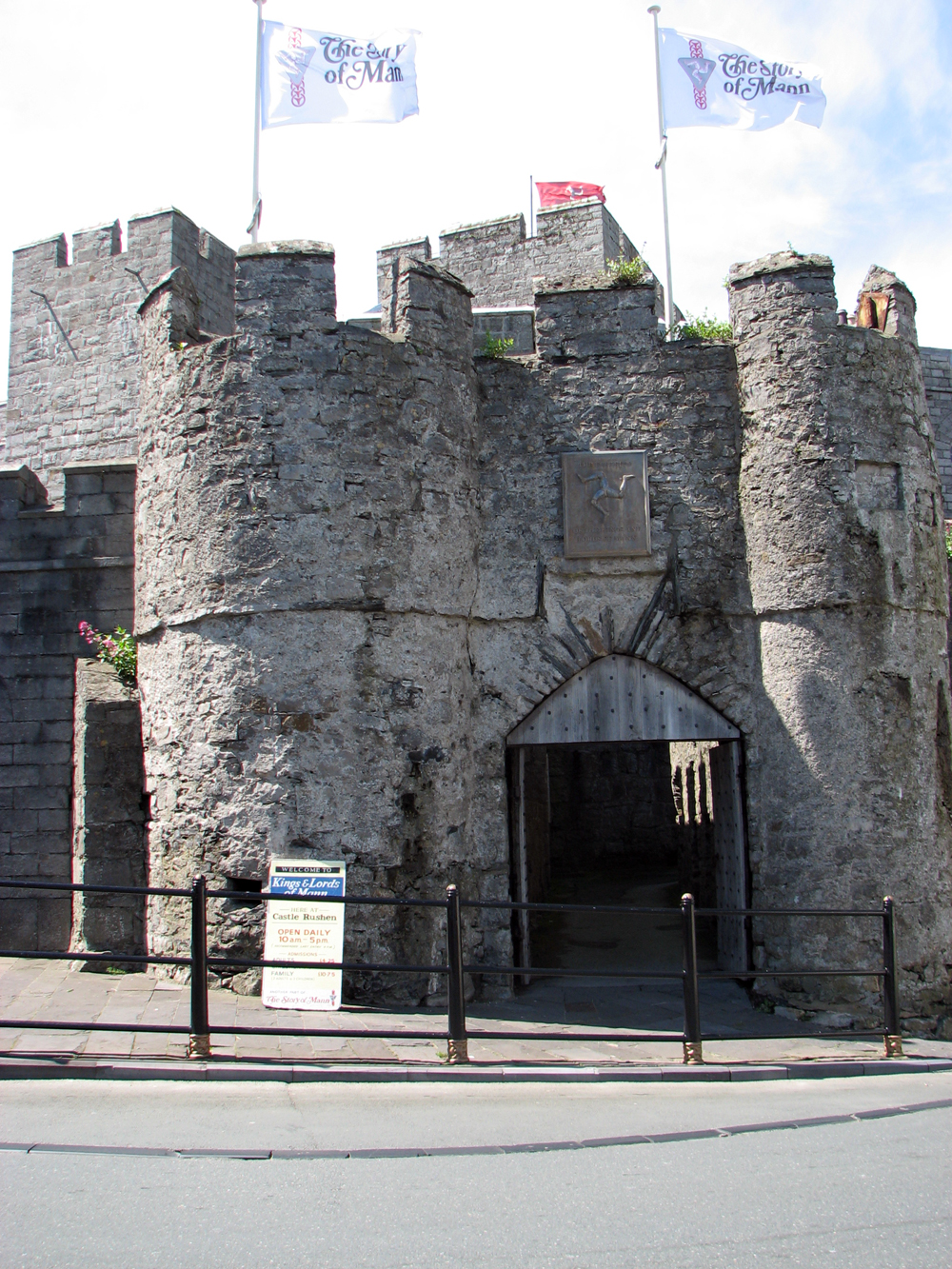
Château-Rushen.

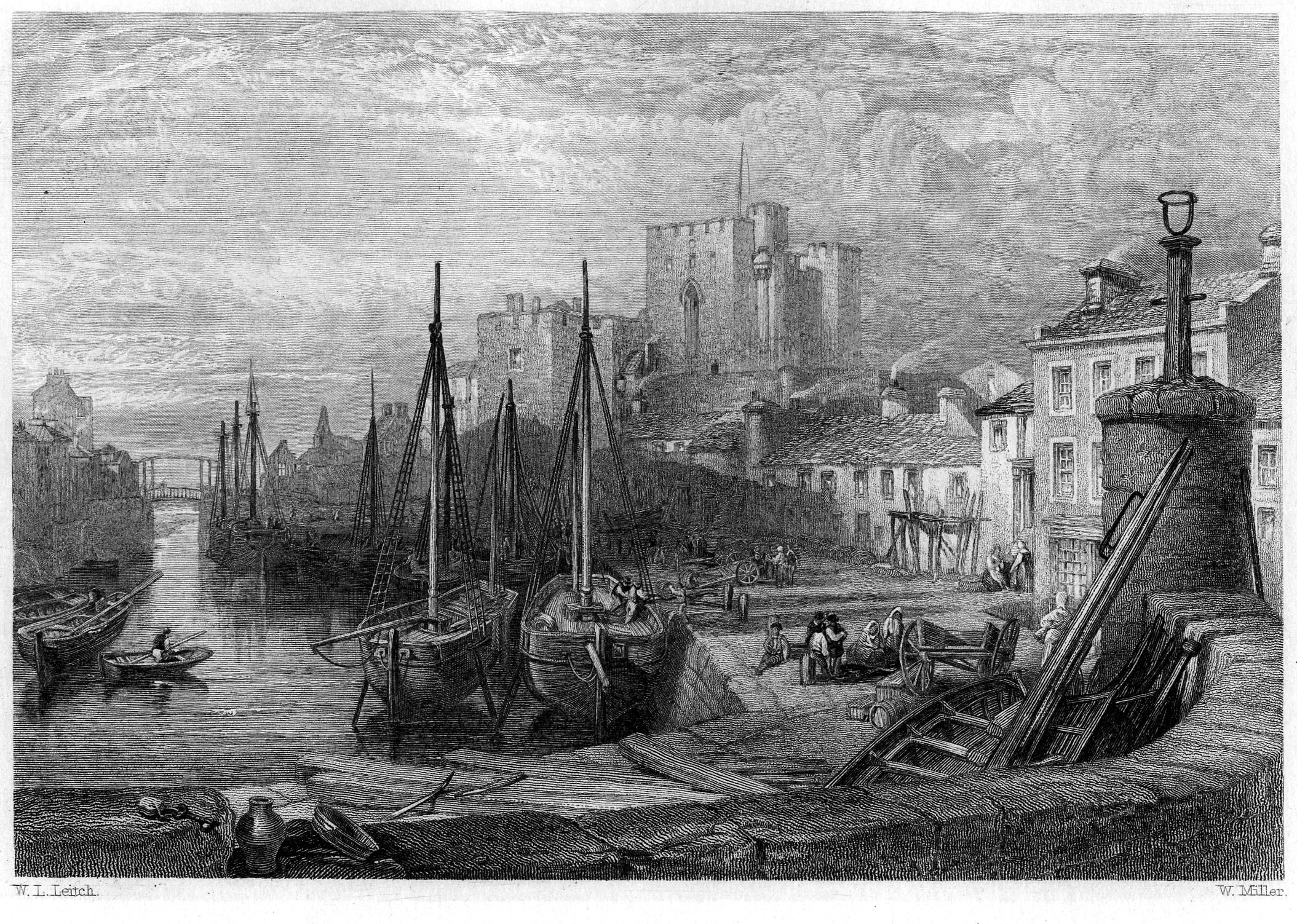
Castle Rushen vers 1845. Gravure de William Miller d'après W. L. Leitch (Waverley Novels) vol. VII, Walter Scott, Édimbourg et Londres.

Les bâtiments les plus remarquables de la ville sont le Château-Rushen, récemment restauré, le King William's College, l'Old Grammar School et l'ancienne House of Keys. Le Tynwald siégeait jadis à Castletown, sauf lors du Tynwald Day, le jour de la fête nationale mannoise, où il siégeait sur la colline du Tynwald à Saint John's.
L'intérêt de Castletown réside principalement dans ses bâtiments d'époque. De nombreuses constructions sont réalisées dans la pierre locale, constituée de chaux couleur argent-gris. La structure des rues du centre de la ville est restée très proche du Castletown historique. Un marché s'y tient.
Le King William's College et l'aéroport du Ronaldsway encadrent le nord-est de la ville. Au nord-ouest de Castletown se trouve le lycée de Castle Rushen. Au nord-est se trouve le village de Ballasalla, au nord-ouest le village de Ballabeg et, à l'ouest, Port Saint Mary et Port Erin. La ville de Castletown possède une gare ferroviaire exploitée par la compagnie locale, l'Isle of Man Steam Railway. 
La vieille école est aussi un bâtiment intéressant, ainsi que le Nautical Museum. Le Peggy est un vieux bateau qui fut assemblé dans un bâtiment appartenant à la famille Quayle, et oublié pendant environ un siècle avant d'être redécouvert par des ouvriers. Dan Quayle, ancien vice-président des États-Unis, est aussi lié à la famille Quayle de l'île de Man.

## Personnalités liées à Castletown
- Godfred Magnuson de Man (mort en 1275), aussi connu sous le nom de Godred VI, roi de l'île de Man, mort à la bataille du Ronaldsway (8 octobre 1275), près de Castletown.
- Illiam Dhone (Derbyhaven, 1608 - Castletown, 1663), aussi connu sous son nom de baptême de William Christian, deemster de l'île de Man ayant occupé des fonctions importantes, comme celle de membre de la House of Keys, puis surtout de gouverneur de l'île de Man, rebelle contre la famille des Derby, seigneurs de l'île, jugé sommairement et exécuté dans la précipitation.
- Cornelius Smelt (1748-1842), lieutenant-gouverneur de l'île de Man de 1805 à 1842, enterré dans la chapelle Sainte-Marie de Castletown.
- Joseph Davidson Qualtrough (1885-1960), porte-parole de la House of Keys de 1937 à 1960.